# Ozarba marabensis
Ozarba marabensis là một loài bướm đêm trong họ Noctuidae.